# Wangerland (Schiff)
Die Wangerland war eine 1866 auf der Braker Werft von F. F. Nicolai gebaute Brigg, die als Frachtsegler genutzt wurde.

## Maße
Das Schiff war mit 218 BRT vermessen. Die Länge betrug 29,9 m, die Breite 7,6 m und der Tiefgang 3,5 m.

## Reeder
Erste Eigentümer waren der Hooksieler Kaufmann, Reeder und Bankier Gralf Friedrich Fooken und fünf weitere Miteigner. Fooken gab der Brigg den Namen Wangerland, hergeleitet aus der historischen Bezeichnung für das nördliche Jeverland, in dem die Familie des Reeders über Generationen zuhause war.
1875 wurde die Brigg nach Geestemünde und 1890 nach Øster Riisøer (Norwegen) verkauft. In Norwegen verkehrte die Brigg noch zwanzig Jahre als Ruth. 1910 wurde das Segelschiff abgetakelt.

## Handelsreisen
Die Brigg war in den ersten Jahren vielfach im Atlantik eingesetzt. Einzelne Reisen führten rund um das Kap der Guten Hoffnung (1867, Zielhafen: Port Elizabeth) und um Kap Hoorn (1871/72, Zielhafen: Puerto San José). Als Kapitäne trugen Cassen Janssen Cassens und ab 1870 Berend Claassen Wilken Verantwortung.

## Auswandererschiff
Für das Jahr 1873 ist belegt, dass die „Wangerland“ 120 Auswanderer überwiegend deutscher Nationalität von London über Ramsgate und Antwerpen nach Comandatuba (Brasilien) befördert hat. In einer weiteren Quelle heißt es, dass mit der „Wangerland“ im selben Jahr 163 Kolonisten von Antwerpen nach Bahia (Brasilien) ausgewandert seien.

## Bild
Von der Brigg gibt es ein Ölgemälde (siehe Bild rechts oben). Es zeigt den Segler mit der Nummernflagge 45 auf weißem Grund, ergänzt in der oberen Ecke um die oldenburgische Flagge. Weiterhin ist eine Namensflagge vorhanden. Am Heck weht die schwarz-weiß-rote Handelsflagge des Norddeutschen Bundes bzw. des Deutschen Reichs.